# Klaus Steinbach
Klaus Steinbach (Kleve, 14 dicembre 1952) è un ex nuotatore tedesco.
Specializzato nello stile libero, ha vinto la medaglia d'argento nella staffetta 4x200 m sl alle olimpiadi di Monaco 1972 e il bronzo nella 4x100 m misti a Montreal 1976.
È stato primatista mondiale dei 50 m sl.

## Palmarès
- Olimpiadi
  - Monaco di Baviera 1972: argento nella staffetta 4x200 m sl.
  - Montreal 1976: bronzo nella staffetta 4x100 m misti.
- Mondiali
  - 1973 - Belgrado: bronzo nella staffetta 4x200 m sl.
  - 1975 - Cali: oro nella staffetta 4x200 m sl, argento nelle staffette 4x100 m sl e 4x100 m misti.
  - 1978 - Berlino: argento nelle staffette 4x100 m sl e 4x100 m misti, bronzo nei 100 m sl.
- Europei
  - 1974 - Vienna: oro nelle staffette 4x100 m sl, 4x200 m sl e 4x100 m misti, argento nei 200 m sl, bronzo nei 100 m sl.
  - 1977 - Jönköping: oro nelle staffette 4x100 m sl e 4x100 m misti, argento nella staffetta 4x200 m sl e bronzo nei 100 m dorso.